# Zrinjevac
Trg Nikole Šubića Zrinskog, kolokvijalno poznatiji kao Zrinjevac, zagrebački je trg i perivoj s alejom platana izgrađen 1892. godine. Najstariji je od sedam zagrebačkih donjogradskih trgova koji čine tzv. Zelenu ili Lenucijevu potkovu. Prostire se na površini od 12 540 m2.
Park je svih strana obrubljen platanama, osim uz sjeverni rub, gdje su posađeni javor i lipa. 
Na sjevernom dijelu stoji meteorološki stup postavljen 1884. godine kao dar vojnog liječnika dr. Adolfa Holzera.
Na južnom dijelu Zrinjevca smještena su poprsja hrvatskih značajnih ličnosti: Julija Klovića, Andrije Medulića, Krste Frankopana, Nikole Jurišića, Ivana Kukuljevića Sakcinskog i Ivana Mažuranića.
U sredini parka nalazi se glazbeni paviljon postavljen 1891. godine. do kojeg vodi aleja platana.
Park je okružen arhitektonskim djelima iz razdoblja neorenesanse, neoromanike i klasicizma.

## Povijest
Prije uređenja, na toj je površini bila oranica koja je kasnije pretvorena u stočno sajmište "Novi trg".
Ideja o uređenju tog Trga javila se u vezi s proslavom tristote godišnjice smrti Nikole Šubića Zrinskog i s pitanjem podizanja spomenika Nikoli Šubiću Zrinskome. Već je 1863. zaključeno da gradski mjernik Janko Grahor predloži nacrt o uređenju Novog trga. Godine 1864. osigurana su stanovita sredstva za uređenje tog trga koji je 1866. godine nazvan Zrinskim trgom.
Trg je 23. listopada 1970. proglašen spomenikom parkovne arhitekture.

## Značajne građevine
- Vrhovni sud Republike Hrvatske / Kuća conte Ivana Burattija (kbr. 3)
- Županijski sud u Zagrebu (kbr. 5)[2]
- Ministarstvo vanjskih i europskih poslova / Hrvatsko-slavonska hipotekarna banka (kbr. 7 – 8)
- Veleposlanstvo Kraljevine Danske / Kuća Kulmer (kbr. 10)[3]
- Palača HAZU (kbr. 11)
- Veleposlanstvo Francuske Republike / Kuća Patriarch (do 2003. Veleposlanstvo SAD-a; kbr. 13)
- bivši Klub hrvatskih arhitekata (kbr. 15)
- Arheološki muzej u Zagrebu / Palača baruna Dragana Vranyczanyja-Dobrinovića (kbr. 19)

## Galerija slika
- Julije Klović
- Andrija Medulić
- Krsto Frankopan Ozaljski
- Nikola Jurišić
- Ivan Kukuljević Sakcinski
- Ivan Mažuranić